# شوپن ۳۷۸۴
سیارک ۳۷۸۴ (به انگلیسی: 3784 Chopin، نامگذاری:1986UL1) سه هزار و هفتصد و هشتاد و چهارمین سیارک کشف شده‌است که در ۳۱ اکتبر ۱۹۸۶ کشف شد. این سیارک به افتخار فردریک شوپن، موسیقی‌دان برجسته لهستانی نام‌گذاری شده‌است.
قدر مطلق سیارک برابر ۱۱٫۰۰ است.